# Gironde (æstuarium)
Gironde er en flodmunding, også kaldet et æstuarium, i det sydvestlige Frankrig, som begynder, hvor floderne Dordogne og Garonne løber sammen umiddelbart nord for Bordeaux. Derfra vider deltaet sig ud til en bredde af 3-11 kilometer og strækker sig 80 kilometet i nordvestlig retning til udmundingen i Biscayabugten i Atlanterhavet. Med sine omkring 635 kvadratkilometer er Gironde den største flodmunding i Vesteuropa.
Departementet Gironde i Frankig er opkaldt efter Gironde.
Gironde er sejlbar for havgående skibe. Der er stærke tidevandsstrømme i Gironde, og stor forsigtighed må udvises ved sejlads med alle fartøjstyper og -størrelser.

## Øer i Gironde
I Gironde mellem Pointe de Grave ved havet og Bec d'Ambès er der er række småøer.
Île de Patiras er 200 ha stor og har et fyr til at hjælpe med navigering i området. På øen dyrkes vin og majs.
Île de Sans-Pain og Île de Bouchaud er i dag i praksis én ø på grund af tilslamming af området mellem dem, den kaldes nu Île Nouvelle. Den har et samlet areal på 256 ha, og er ejet af Conservatoire du Littoral og styres af departementet Gironde.
Île Paté er omkring 13 ha og var i 2006 privatejet. Øen har en historisk fæstning som er bygget mellem 1685 og 1693 som led i Vaubans nationale fæstningsprogram. Bygningen er oval, omkring 12 meter høj og havde oprindeligt 30 kanoner. Fort Paté forsvarede sammen med Fort Médoc og fæstningen Blaye Gironde og Bordeaux. Under den franske revolution blev fortet brugt som fængsel for præster.
Île Verte, Île du Nord og Île Cazeau har samlet omkring 800 ha, og gæstes af mange trækfugle.
Île Margaux er 25 ha, og i 2005 var 14 ha afsat vindyrkning. Øen er en del af vindistriktet Médoc.

## Billedgalleri
- Slæbebåd assisterer en bulk carrier i Gironde.
- Garnfiskeri i Gironde.